# Doddington (Northumberland)
Doddington – wieś w Anglii, w hrabstwie Northumberland. Leży 73 km na północ od miasta Newcastle upon Tyne i 470 km na północ od Londynu. W 2001 miejscowość liczyła 146 mieszkańców.